# Hasmenés
A hasmenés (lat. diarrhoea, e. diaré) nagyobb mennyiségű híg, gyakori székletürítést jelent. Önmagában nem betegség, de számos betegség tünete lehet.
Gyakran társul hozzá hascsikarás (görcsös alhasi fájdalom) vagy a végbél feszülő fájdalma (tenezmus). A széklet többnyire vizes-nyákos, de előfordul gennyes, illetve véres széklet is. Az akár napi 15-20 székletürítés kiszáradáshoz vezethet, ezért igen fontos az elvesztett folyadék és elektrolit pótlása. A gyermekek fokozottan érzékenyek a kiszáradásra. A hasmenés napi három vagy több vizes és laza széklet az ellenőrizetlen székletürítés eredményeként. Hasmenés, amely néhány óráig tarthat, vagy 4-5 napig is elhúzódhat, külső tényezők vagy az ember tartós betegségei miatt fordulhat elő. A hasmenés diagnosztizálásához a széklet jellemzőit úgy vizsgálják, hogy tájékozódnak arról, hogy a beteg milyen gyógyszereket szed rendszeresen, ha szed egyáltalán, van-e közelmúltbeli hosszabb utazási előzménye, valamint az általa fogyasztott élelmiszerekről, ivóvízről.
Különböző hasi betegségek tünete lehet. Leggyakoribb okai:
- emésztési zavar (csecsemőknél)
- fertőző betegségek (bélhurut)
- egyes ételekkel szembeni túlérzékenység (allergia)
- idegesség, stressz
- hipertireózis
- gyógyszerek
- mosatlan gyümölcs
- hirtelen túl sok gyümölcs, vagy zöldség fogyasztása
- szorbit
- a magnézium, vagy a C-vitamin túladagolása

A hasmenés kezelésében az alapbetegség megszüntetésére kell törekedni. A legtöbb hasmenés 1-2 napos koplalásra, keserű tea itatására megszűnik. 4-5 napig ajánlott a tej, a tejtermékek, a nehéz, fűszeres, zsíros ételek kerülése, az alma, banán, főtt krumpli, főtt rizs, főtt és párolt hús, gyenge húsleves, keksz, pirítós fogyasztása. A kiszáradás megelőzése érdekében teát, szűrt gyümölcslevet, szénsavmentes ásványvizet, vagy elektrolit oldatot kell inni. Ha a hasmenést feltehetően a víz váltotta ki, akkor csak főtt ételek fogyaszthatók, és csak teát lehet inni. A bélflóra probiotikus készítményekkel állítható helyre. Az aktív szén megköti a méreganyagokat, így segíti a gyógyulást.
A hasmenés lehet heveny, idült vagy visszatérő. Kísérheti láz, hányinger, hányás, hascsikarás, fokozott bélgáztermelés, bágyadtság, elesettség. Az idült hasmenés veszélyesebb bántalmakat is okozhat, így esetében mindenképpen orvoshoz kell menni. Akkor is orvoshoz kell fordulni, ha a kiszáradás tünetei észlelhetők, a széklet véres, vagy fekete (a megemésztett vértől), láz esetén, vagy ha többször is kiújul. Kiszáradás esetén a folyadékot infúzióval pótolják.